# がじゅまる
がじゅまるは、かつて浅井企画に所属していた日本のお笑いコンビ。2012年結成、オフィス北野所属を経て2018年より浅井企画へ移籍した。2022年1月において解散を発表。その理由は小林ががじゅまるとして活動していく気持ちが切れてしまったため。

## メンバー
スミちゃん（旧芸名：スミやきいもマン・本名：角 一孝〈すみ かずたか〉1987年8月18日（37歳） - ）
ボケ担当。
神奈川県相模原市出身、関東学院大学卒業。身長172 cm、体重60 kg。BWHはそれぞれ85・72・92。足の大きさ27 cm。血液型はAB型。
普通自動車、普通自動二輪の免許を持つ。
趣味はノンフィクション映画を観ること、熱血な人やモノに触れて自己啓発し奮い立たせること。
特技はフォーリング生花およびスローイング生花、和太鼓（プロの和太鼓集団(東京打撃団)所属）、お尻マシュマロキャッチ、ケツバイス(悩みを聞き、その悩みに対してケツを叩きながらアドバイス)、和太鼓のようにケツを叩く、ケツで大根を真っ二つにする。
三浦知良に似ているのを持ちネタとしている。
妻子持ち 。姉は歌手のスミ☆アヤコ。
かつては同期の別府ともひこ（現・エイトブリッジ）とコンビ「すみとモ」を組んでいた。ジャッキー・チェンに憧れて芸人になったものの、それを聞いた別府から「方向性が違う」と言われたため解散。

こば小林（旧芸名：小林すっとこどっこい・本名：小林 達也〈こばやし たつや〉1990年5月21日（35歳） - ）
ツッコミ・ネタ作り担当。
東京都府中市出身、亜細亜大学中退。身長170 cm、体重62 kg。BWHはそれぞれ88・77・95。足の大きさ27 cm。血液型はO型。
英検準2級、普通自動車免許を所持している。
趣味はパチンコ、スロット。特技はフォーリング生花およびスローイング生花、お尻マシュマロキャッチ、ケツバイス、何をされても無表情を保ち続ける。
既婚者の相方・スミとは違って彼女は作れたことがなく、童貞である。
かつてはスミともう1人でトリオ「あしゅらんレンジャー」を組んでおり、解散後は同期の岩田慎吾・川出周と共にトリオ「ピンスポーン」で活動していた。
がじゅまる解散後は田中祐司（元エジソンドライブ）とのコンビ「ウルトラスーパーコバタナックス」を組み、吉本興業に移籍。

## 芸風
主に漫才とリズムネタ。M-1グランプリ2018では準々決勝まで進出。2人ともお尻を活かした一発芸を持つ。
主なネタ
- ケツ太鼓 - ふんどし姿で登場し、音楽に合わせてスミちゃんがこば小林の尻を和太鼓のように叩き鳴らすネタ。
- 違いをおせーて - 男女役に分かれ、痴話喧嘩のコントから入って「リンスとコンディショナー」「電柱と電信柱」など色々なものの違いを言う豆知識のネタ。このネタでM-1グランプリの準々決勝まで進出。不良少年役のバージョンもある。
- さくらんぼでございます  - 頭の部分がつながったサクランボの被り物を着て行うネタ。

## 出演

### テレビ
- 爆笑レッドカーペット（フジテレビ）
- 有田チルドレン（TBS）
- アメトーーク!（テレビ朝日）パクりたい-1グランプリ2015・2017
- 笑レース（フジテレビ）[11]
- 冗談騎士（BSフジ）
- 有田ジェネレーション（TBS）
- ザ・細かすぎて伝わらないモノマネ（フジテレビ）スミのみ、三浦知良のまねで出演[12]
- ウチのガヤがすみません!（日本テレビ）
- 東京オーディション(仮)（TOKYO-MX）
- 月曜から夜ふかし（日本テレビ）スミのみ、街頭インタビューにて出演[5][13]

### ラジオ
- サンドウィッチマンの天使のつくり笑い（NHKラジオ第1）

### CM
- 都市ガスサービス
- めちゃコミック ※声のみの出演